# Tecnosignatura

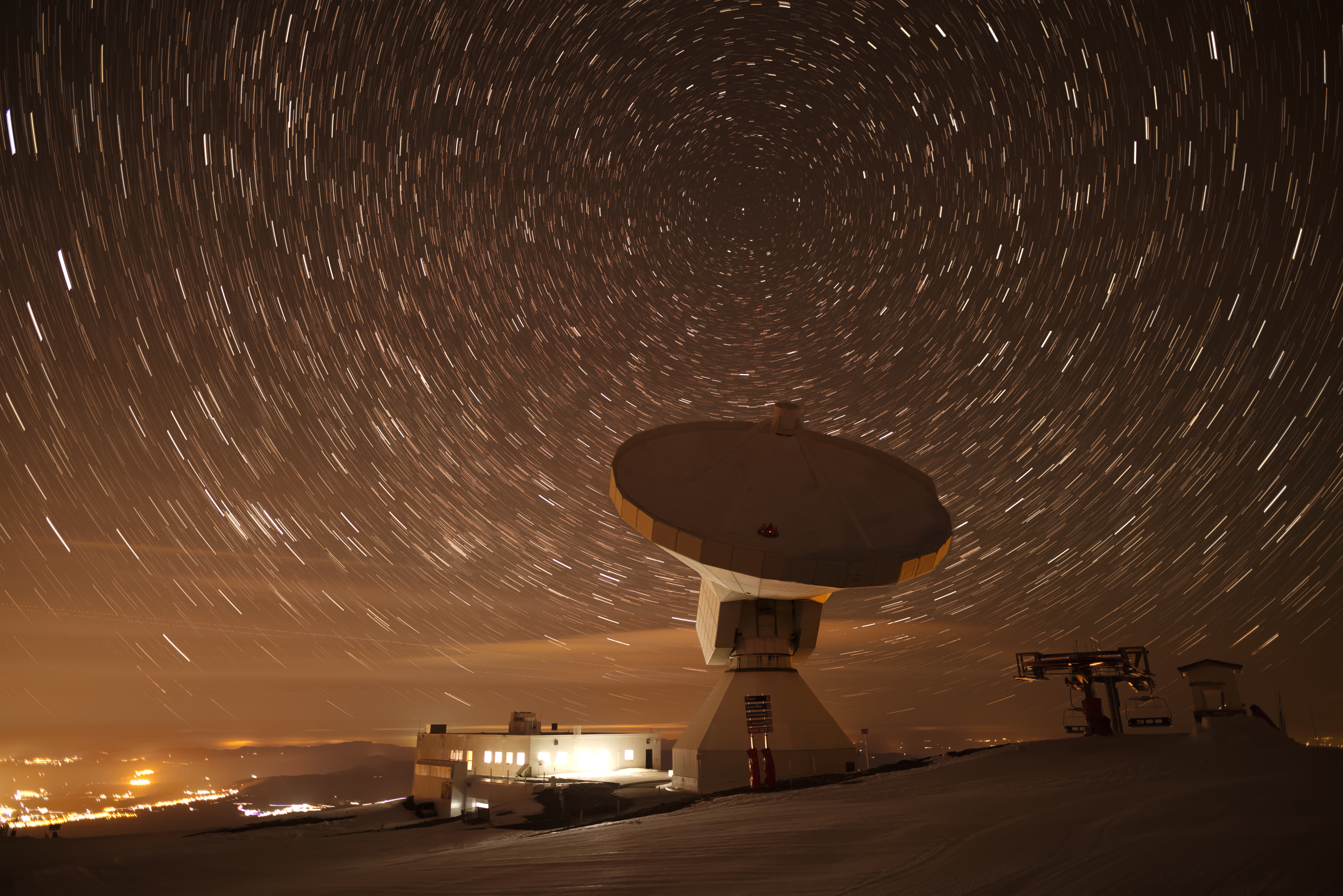
Telescopi IRAM escanejant el cel nocturn.

Una tecnosignatura o tecnomarcador és qualsevol senyal mesurable (una propietat o un efecte) que proporcioni evidència científica de l'existència de tecnologia. El concepte de tecnosignatura s'utilitza especialment en l'àmbit de l'astrobiologia i la cerca de civilitzacions extraterrestres.
Es tracta d'un concepte anàleg a "biosignatura". De la mateixa manera que una biosignatura pot evidenciar l'existència de vida a l'univers (p.e. una molècula o un bacteri), una tecnosignatura seria la prova de l'existència d'una civilització tecnològica extraterrestre, bé en l'actualitat o en el passat. En aquest sentit, les tecnosignatures s'han d'entendre com un tipus especial de biosignatures.
El concepte "cerca de tecnosignatures" va ser ideat per l'astrònoma Jill Tarter en substitució de l'acrònim SETI (sigles en anglès de "cerca d'intel·ligència extraterrestre"). El motiu va ser la percepció equivocada, en bona part de la comunitat científica i en la societat, sobre allò que significava realment el camp d'estudi de l'astrobiologia, sovint vinculat despectivament al fenomen OVNI.

## Biosignatures i Tecnosignatures
El concepte modern de biosfera va ser ideat pel científic rus Vladimir Vernadski, quan va establir les tres etapes que van marcar el desenvolupament de la Terra.
- Geosfera: Conjunt de tots els elements que conformen la matèria inanimada del planeta.
- Biosfera: Conjunt de l'activitat col·lectiva de la vida (desenvolupament dels ecosistemes).
- Noosfera: Conjunt d'éssers vius dotats d'intel·ligència i la seva activitat.

Seguint l'esquema de Verdanski, cada una d'aquestes "esferes" és un actor principal en l'evolució planetària. Així, l'aparició i desenvolupament de la vida transforma contínuament la fesomia la Terra amb les seves interaccions. Anàlogament, l'aparició i creixement de la civilització humana (noosfera) té un important impacte al planeta (p.e. pol·lució atmosfèrica). El conjunt de l'activitat del coneixement humà i el seu impacte al planeta a través de l'ús de la tecnologia eséallò que, actualment, es defineix com a tecnosfera.
En l'àmbit de l'astrobiologia, l'important és que una civilització extraterrestre que hagués assolit un determinat nivell tecnològic (tecnosfera) generaria tecnosignatures al seu planeta d'origen, i que aquestes podrien ser detectades a través de l'observació astronòmica.

## La cerca de tecnosignatures

### La revolució dels exoplanetes

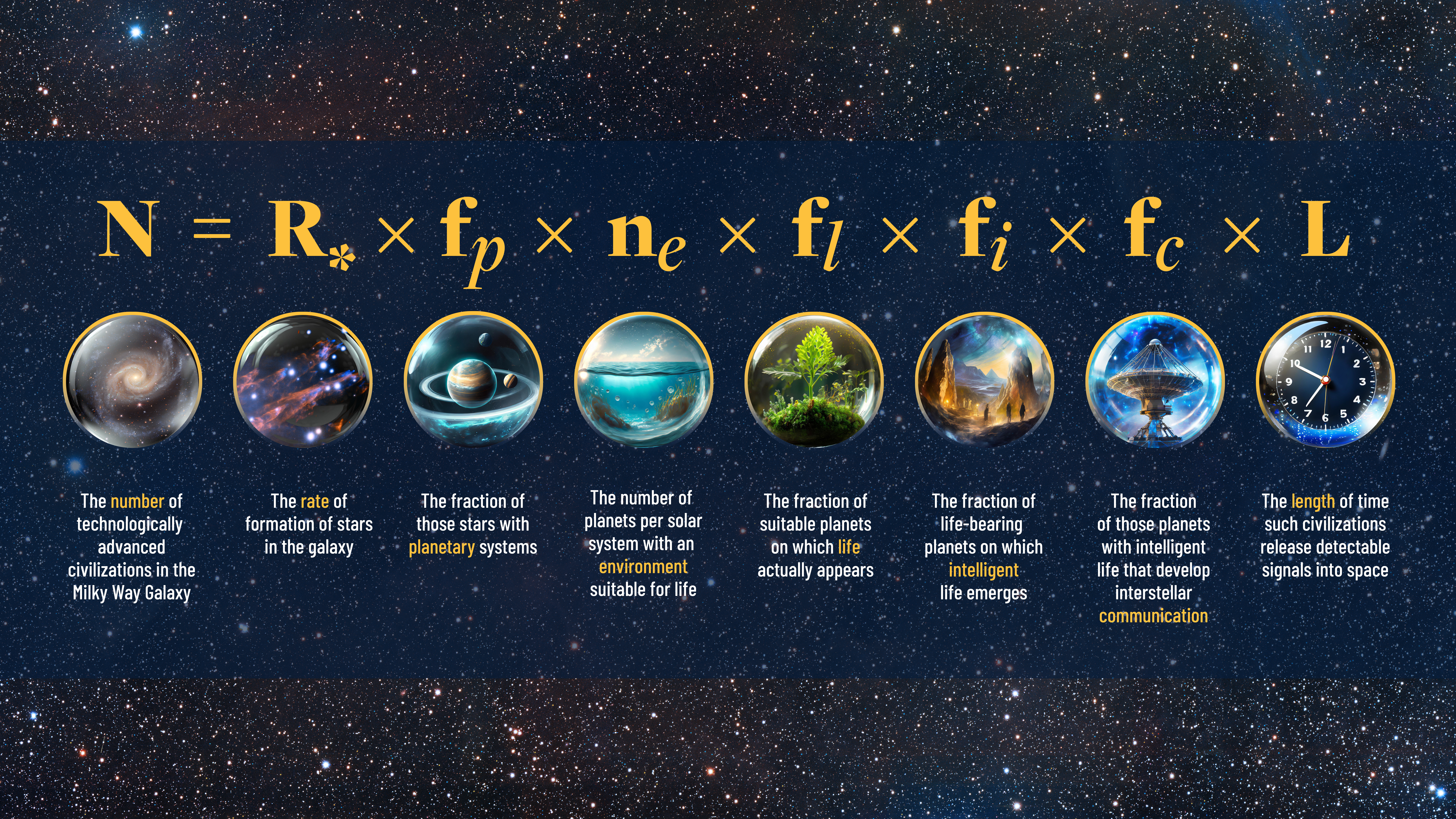
Equació de Drake

La cerca de senyals emeses per una civilització extraterrestre es va posar en marxa a la dècada del 1960. Va ser l'astrònom Frank Drake qui va establir aquesta possibilitat a través de la seva famosa equació. Amb tot, la tecnologia de l'època limitava l'èxit de qualsevol iniciativa. De fet, fins a la dècada de 1990 no hi va haver evidència científica de l'existència de planetes fora del sistema solar. Tanmateix, tot va canviar l'any 1992, quan es va descobrir el primer exoplaneta (3 objectes subestel·lars de petita massa orbitant el púlsar PSR 1257+12). La posada en marxa de nous telescopis com el Hubble (1996), el Kepler (2009) i, més recentment, el TESS (2018) i el James Webb (2021), juntament amb les noves tècniques de detecció de planetes extrasolars, va suposar un gir radical en el camp de l'astrobiologia. A les acaballes de la dècada de 1990, atès el descobriment continuat de nous exoplanetes i el renovat interès en la comunitat científica per aquest camp d'estudi, la NASA va decidir crear l'Institut d'Astrobiologia (1998). L'any 2019, la NASA va subvencionar el primer projecte per l'estudi de tecnosignatures. Actualment (any 2024), la llista de planetes extrasolars supera els 5.700.

### Tipus de tecnosignatures
Un cop l'observació astronòmica ha permés el descobriment de planetes fora del nostre sistema solar, l'astrobiologia enfoca els seus esforços a detectar biosignatures (senyals de vida) i tecnosignatures (senyals de civilitzacions extraterrestres). Pel que fa a les tecnosignatures, la comunitat científica ha teoritzat sobre quins serien els tipus de senyals que podrien ser detectats i evidenciar l'existència d'una tecnologia extraterrestre.

#### Senyals de ràdio

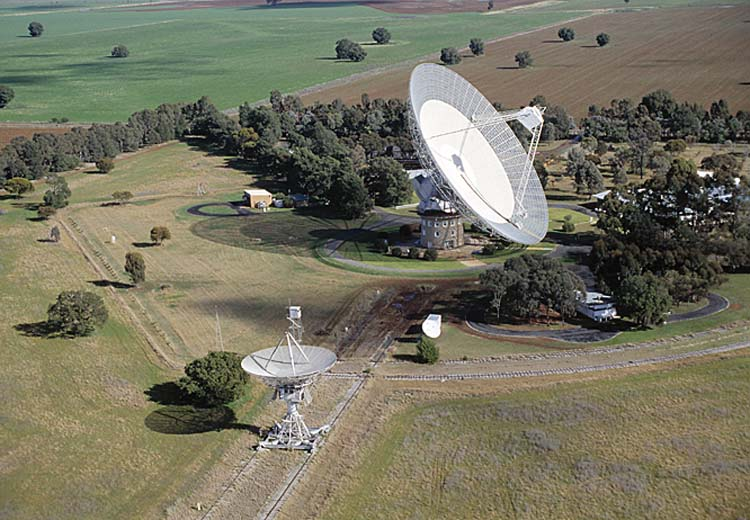
[https://www.parkes.atnf.csiro.au/ Radiotelescopi Parks (Australia)

La cerca de emissions electromagnètiques artificials d'origen extraterrestre va encetar-seeal 1960 amb el Projecte OZMA, quan Frank Drake va fer servir l'observatori de Green Bank per detectar senyals de ràdio al voltant de dues estrelles. La hipòtesi de treball va ser que qualsevol transmissió alienígena podria identificar-se clarament, al ser del tot diferentd' una font d'emissions d'origen natural (de la mateixa manera que des de la Terra s'envien contínuament senyals de ràdio a l'espai). Atès que les longituds d'ona de les ones de ràdio són llargues, poden viatjar per l'espai sense ser absorbides per la pols interestel·lar (a diferència de la llum visible). Així, fins i tot els senyals de ràdio més dèbils podien ser detectats pels radiotelescopis terrestres. Actualment (2024), no s'han trobat evidències d'aquest tipus de senyals. Amb tot, aquesta estraèegia encara està en funcionament, destacant el projecte Breakthroug Listen, si bé amb una tecnologia molt més avançada. L'ús de potents radiotelescopis i de la intel·ligència artificial per la gestió de dades permeten un rastreig molt més eficient d'aquest tipus d'emissions.

#### Megaestructures

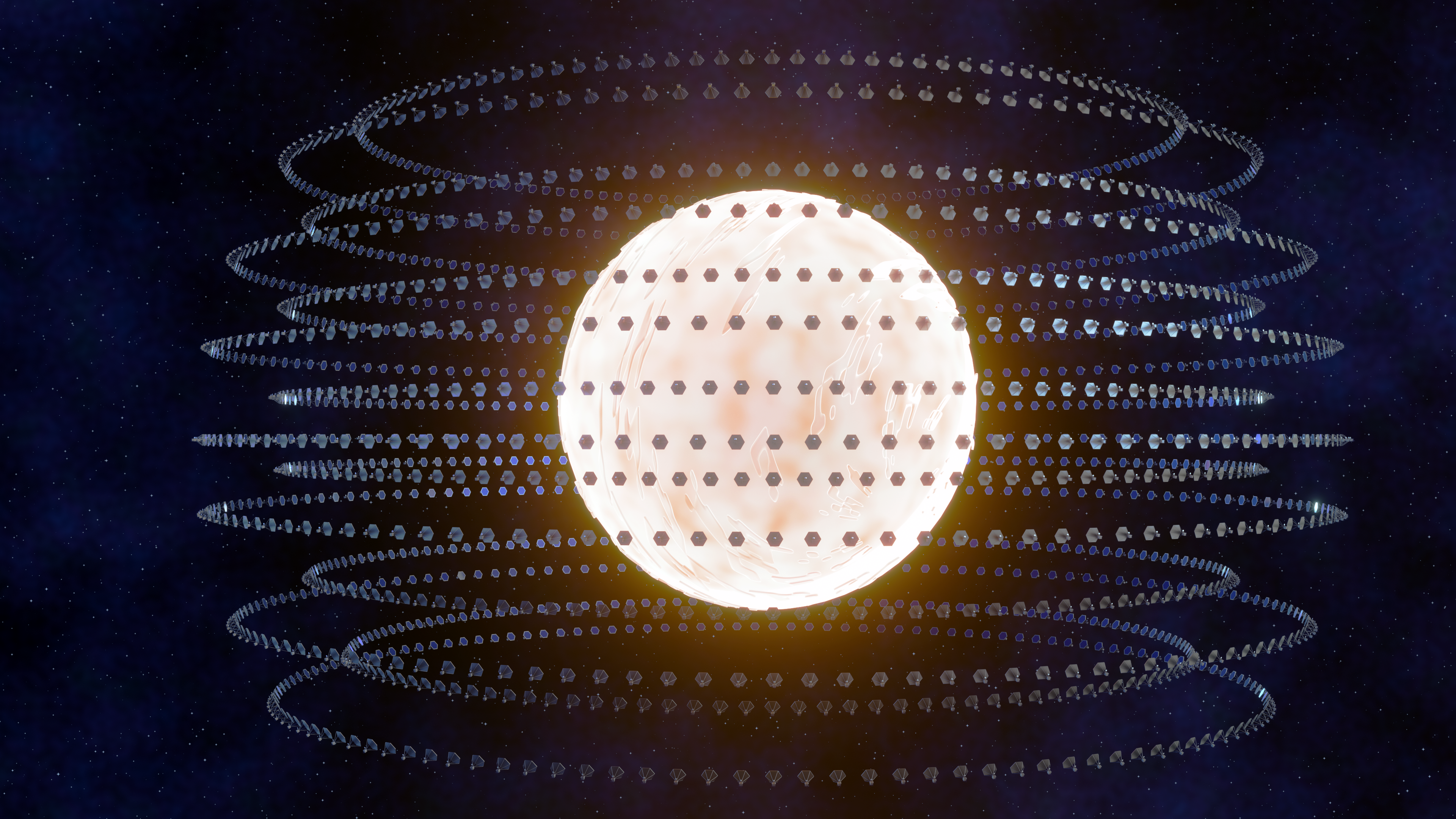
Model hipotètic de megaestructura tipus Esfera de Dyson

L'any 1960, el físic Freeman Dyson va teoritzar que qualsevol civilització tecnològicament avançada tindria un límit de creixement. Aquest límit estaria determinat per l'ús d'energia. Atès que una estrella és una font immensa d'energia, Dyson va suposar que una civilització tecnològica avançada intentaria aprofitar al màxim l'energia del seu sol. Una forma d'aconseguir-ho seria a través d'una megaestructura de panells al voltant de l'estrella que captés l'energiaé es l'anomenada Esfera de Dyson. Una megaestructura similar a aquesta tindria unes dimensions planetàries i podria ser detectada a través de l'observació astronòmica. Si una megaestructura d'aquest tipus s'interposés en la línia visual entre la Terra i l'estrella (trànsit), els telescopis captarien un petit descens en la brillantor de l'estrella. És un sistema utilitzat per detectar exoplanetes, però també pot ser utilitzat per detectar megaestructures captadores d'energia estel·lar. Tanmateix, seria necsesari que la megaestructura fos una construcció "asimètrica" al voltant de l'estel, per tal de poder detectar les vaaricions de brillantor a través del temps. Altrament, aquestes megaestructures emetrien altes proporcions d'ernegia a l'espectre dels infrarojos, que seria na alera tipus de tecnosignatura detectable. L'any 2015 el Telescopi Espacial Kepler va detectar un possible canditat en l'estrella KIC 8462852 (anomenada Tabby's Star), on es van enregistrar disminucions sobtades de la brillantor de l'estel. Finalment, l'anomalia va ser atribuïda a núvols de pols (probablement d'origen cometari) al voltant de l'estrella.

#### Contaminació planetària
Un altre tipus de tecnosignatura és la detecció de senyals de contaminació atmosfèrica als exoplanetes. La hipòtesi subjacent és que qualsevol civilització avançada necessita l'ús de substàncies químiques per dur a terme processos industrials, i que bona part d'aquests productes químics podrien acabar contaminant l'atmosfera del planeta, voluntària o involuntàriament. Un cas evident a la Terra ha estat l'ús de CFC (clorofluorocarboni). Aquest compost no és d'origen natural i té multitud d'aplicacions industrials (p.e. refrigerants i aerosols). Al nostre planeta, milers de milions de tones van acabar a l'atmosfera destruint parcialment la capa d'ozó. Des del punt de vista astronòmic, l'important és que aquestes substàncies poden ser detectables des de l'espai. Segons alguns astrobiòlegs, amb la tecnologia actual, el telescopi espacial James Webb podria trobar planetes amb civilitzacions que hagin desenvolupat un nivell tecnològic que produís CFC o altres gasos industrials.

#### Llum artificial

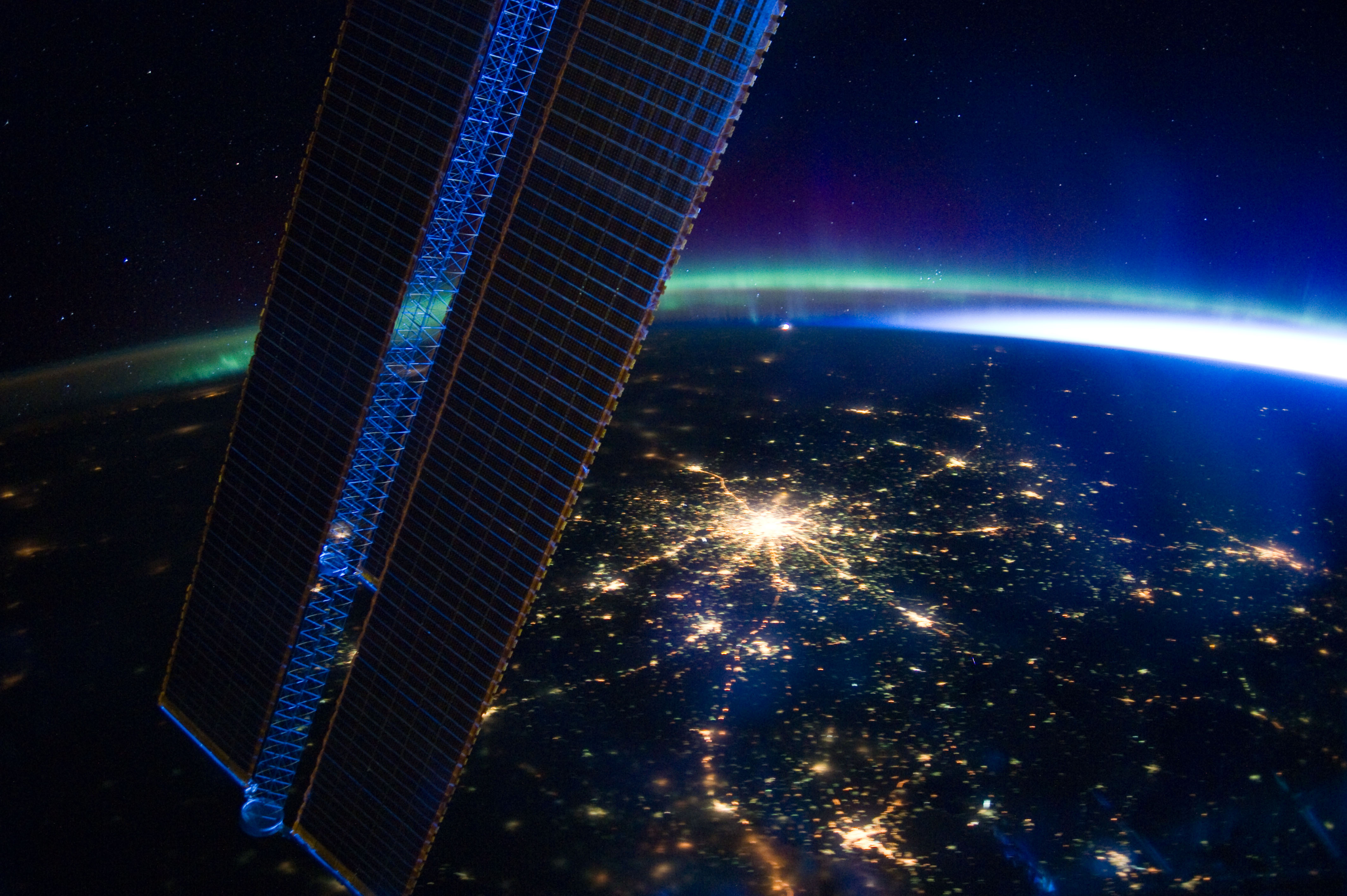
Il·luminació nocturna a la Terra (Moscou des del ISS)

Si s'observa la nit de la Terra des de l'espai, es poden veure ciutats il·luminades i les carreteres que les connecten. Aquesta és la idea que sustenta l'emissió de llum artificial com una tecnosignatura rellevant. Aquesta llum artificial podria ser detectada amb els telescopis de nova generació que, amb miralls molt més grans que els actuals, juntament amb els avenços en les tècniques d'anàlisi de la llum, podran obtenir imatges de baixa resolució de les superfícies dels exoplanetes i detectar aquest tipus de tecnosignatures.
Una altra tecnosignatura emissora de llum artificial són els "col·lectors solars". L'any 2017, el professor de Harvard Avi Loeb i el físic Manasvi Lingam van plantejar la idea que les civilitzacions que utilitzen panells solars a escala planetària produirien tecnosignatures detectables. Quan la llum de l'estrella incideix en un col·lector solar, una part de la llum s'absorbeix, però l'altra és reflectida a l'espai. Independement del material utilitzat per recollir la radiació solar, la tecnosignatura quedaria enregistrada als telescopis com un salt en la reflectivitat en la regió ultraviolada de l'espectre electromagètnèt.

#### Artefactes extraterrestres

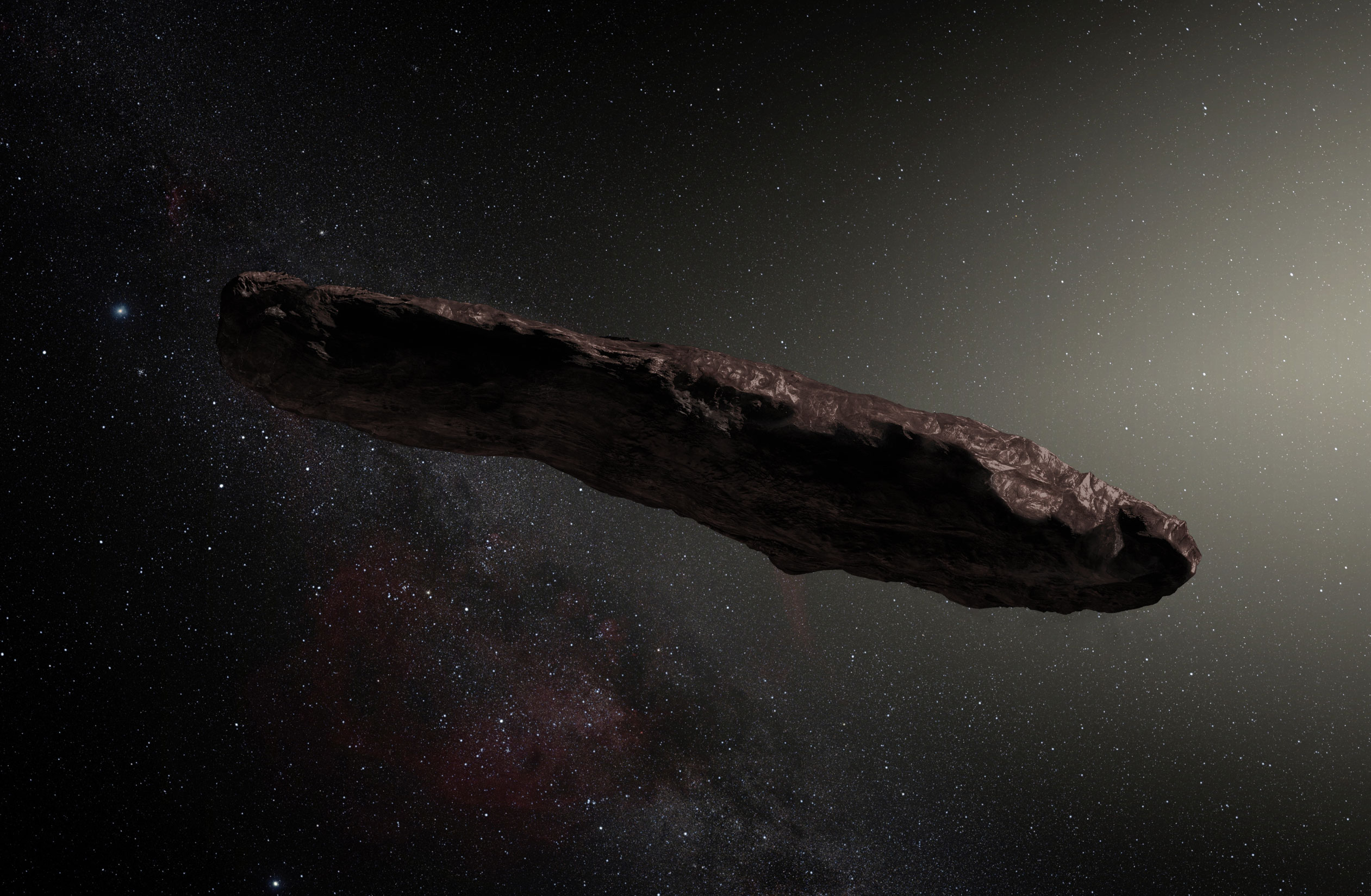
Interpretació artística de l'objecte Oumuamua

Una alternativa a la cerca de tecnosignatures als exoplanetes és la cerca d'artefactes alienígenes al sistema solar. Aquesta hipòtesi es fonamenta en què una civilització extraterrestre pot haver explorat el nostre sistema solar amb sondes en algun moment del passat. Com assenyala l'astrònom Adam Frank, aquesta idea "és molt menys probable que trobar una tecnosigantura als exoplanetes", però no s'ha d'excloure. El Sol i els planetes tenen més de 4.000 milions d'anys d'antiguitat i els artefactes enviats al sistema solar poden haver arribat en qualsevol moment des de llavors.
El nanotecnòleg Robert Freitas va proposar l'any 1980 la possibilitat d'un tipus de sonda espacial que s'autoreplica (idea basada en una "màquina de Von Newman") a mesura que descobreix planetes i utilitza els recursos per fer-ne copies de si mateixa. Si es llencessin 100 sondes que poguessin viatjar a un 10% de la velocitat de la llum i soposant que cada 100.000 anys una de les sondes troba un sistema planetari adient per l'autoreplicació, llavors podrien explorar-se mil milions (109) de sistemes planetaris en un temps de 900.000 anys.
| Temps (anys) | Nombre de sondes enviades | Nombre de sistemes planetaris descoberts |
| ------------ | ------------------------- | ---------------------------------------- |
| 0            | 100                       | 1                                        |
| 100.000      | 1.000                     | 10                                       |
| 200.000      | 10.000                    | 100                                      |
| 300.000      | 100.000                   | 1.000                                    |
| 400.000      | 1.000.000                 | 10.000                                   |
| 500.000      | 10.000.000                | 100.000                                  |
| 600.000      | 100.000.000               | 1.000.000                                |
| 700.000      | 1.000.000.000             | 10.000.000                               |
| 800.000      | 10.000.000.000            | 100.000.000                              |
| 900.000      | 100.000.000.000           | 1.000.000.000                            |

El cas més controvertit d'aquesta categoria és l'objecte interestel·lar anomenat Oumuamua, descobert el 19 d'octubre de 2017 pel telescopi Pan-Starrs, situat a les illes Hawaii. Els astrònoms que van fer un seguiment de la trajectòria d'aquest objecte van detectar-hi una acceleració no gravitacional; és a dir, potencialment artificial. Amb tot, aquest tipus d'acceleracions són habituals als cometes quan s'apropen al Sol, s'escalfen i part del seu gel s'evapora, empenyent el cometa com un coet. Tanmateix, no s'hi van detectar expulsions de vapor o gas a Oumuamua, cosa que va reactivar la controvèrsia sobre l'origen artificial de l'objecte. Tot i que les dades disponibles són limitades, el gruix de la comunitat científica considera que Oumuamua era un nucli calcinat d'un cometa extrasolar, argumentant que hi ha fenòmens naturals que explicarien l'acceleració no gravitacional.